# Sophie-Carmen Eckhardt-Gramatté

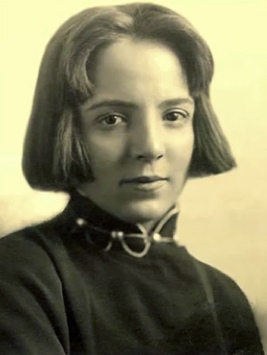
Sonia Gramatté (um 1920)

Sophie-Carmen (Sonia) Eckhardt-Gramatté (auch Fridman-Gramatté, geborene Fridman-Kotschewskaja; * 25. Dezember 1898jul. / 6. Januar 1899greg. in Moskau; † 2. Dezember 1974 in Stuttgart) war eine russisch-deutsch-kanadische Klavier- und Violinvirtuosin und Komponistin.

## Leben
Sophie-Carmen Friedman-Kotschewskajas Mutter war die Klavierlehrerin Catharina de Friedman, geb. Kotschewskaja, ihr Vater ist unklar. Sie studierte ab 1908 am Pariser Konservatorium bei Alfred Brun und Guillaume Rémy Violine, bei Sophie Chéné Klavier und bei Vincent d’Indy und Camille Chevillard Komposition und trat bei Konzertreisen durch Westeuropa mit eigenen Werken auf. 1914 zog sie nach Berlin, wo sie ihre Studien 1918 bei Bronisław Huberman fortsetzte. 1920 heiratete sie in Berlin den Maler Walter Gramatté. Das Paar übersiedelte zeitweise nach Barcelona (1924–1926). Sie unternahm weiterhin Tourneen, u. a. 1925 mit dem Pianisten Edwin Fischer.

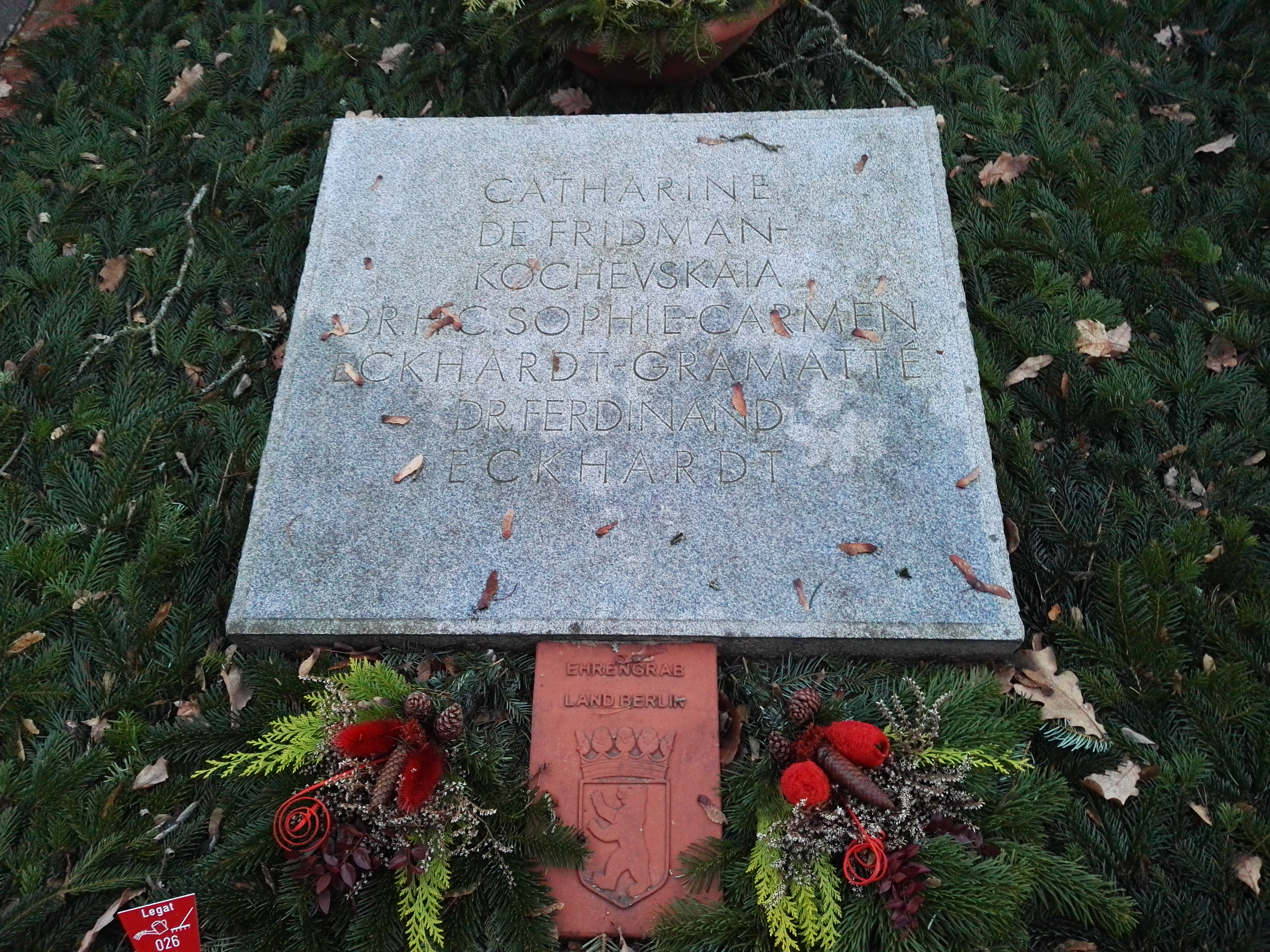
Grab in Berlin

Nach dem Tod ihres Ehemanns im Februar 1929 debütierte sie im November desselben Jahres in den USA. Unter den Dirigenten Leopold Stokowski und Frederick Stock trat sie dort mit eigenen Kompositionen auf, darunter mit Konzertwerken für Klavier und Violine. 1934 heiratete sie den Journalisten und Kunsthistoriker Ferdinand Eckhardt. Ab 1935 widmete sie sich ausschließlich der Komposition und nahm ab 1936 bei Max Trapp in Berlin weiteren Kompositionsunterricht. 1939 übersiedelte sie mit Eckhardt nach Wien. Dort trat sie mit weiteren Werken hervor, brachte ihr erstes Streichquartett (1939) und ihre erste Sinfonie (1942) zur Uraufführung. Nach 1945 engagierte sie sich in der Internationalen Gesellschaft für Neue Musik und gewann mehrere Kompositionspreise. Seit 1953 lebte das Ehepaar in Winnipeg/Kanada. 1970 erhielt sie den Doktortitel der Brandon University in Manitoba und den Berufstitel Professor des Österreichischen Unterrichtsministeriums.
Sophie Eckhardt-Gramatté starb 1974 in Stuttgart an den Folgen eines auf einer Busfahrt während einer Europareise erlittenen Unfalls. Sie wurde gemeinsam mit Walter Gramatté und ihrer Mutter auf dem Evangelischen Friedhof Rahnsdorf-Wilhelmshagen (Abt. C, Reihe 9) in Berlin bestattet, wo später auch Ferdinand Eckhardt bestattet wurde. Das Grab ist als Ehrengrab der Stadt Berlin gewidmet.
Ihr Nachlass wird von der Eckhardt-Gramatté Foundation aufbewahrt.

## Schaffen

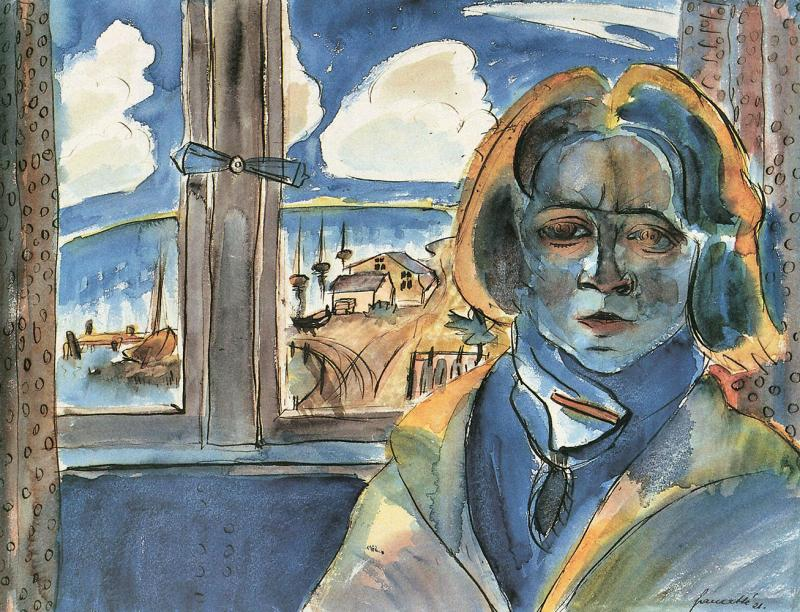
Sophie Gramatté, gemalt von ihrem Ehemann Walter Gramatté (1921)

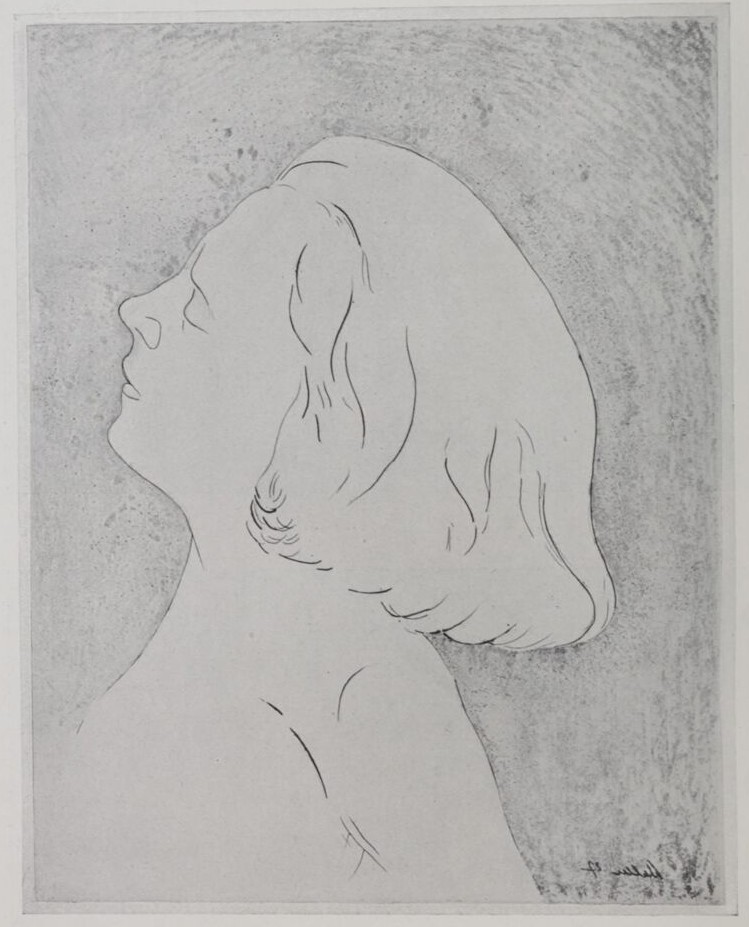
Sophie Gramatté (Radierung ihres Ehemanns, 1927)

Eckhardt-Gramatté komponierte zwei Sinfonien, ein Orchesterkonzert, ein Tripelkonzert für Trompete, Klarinette, Fagott, Streicher und Pauken, drei Klavier- und zwei Violinkonzerte, ein Stück für zwei Klaviere und Orchester, ein Fagottkonzert, kammermusikalische Werke sowie Stücke für Klavier und für Solovioline.
Ihr musikalischer Stil entwickelte sich über mehrere Schaffensphasen, in denen sie sich von der Spätromantik hin zu modernen kompositorischen Techniken wie der Atonalität und dem Neoklassizismus bewegte. Ihre frühen Werke, insbesondere die ersten Klaviersonaten und Violinkompositionen, spiegeln einen virtuosen und expressiven Stil wider, der stark von der romantischen Tradition geprägt ist und Einflüsse von Komponisten wie Liszt und Rachmaninow erkennen lässt. Die zweite Klaviersonate, die in Spanien entstand, zeigt Einflüsse der dortigen Musiktradition und enthält einen „spanischen Tanz“, welcher die rhythmische und melodische Vielfalt der spanischen Musik aufgreift.
In den späten 1940er-Jahren wandte sich Eckhardt-Gramatté einer reduzierten, strukturell strengen Ästhetik zu, die Elemente des Neoklassizismus integrierte. Dies wird besonders in Werken wie ihrer Piano Sonata No. 5 deutlich, die sparsam in der Textur und ökonomisch in ihren thematischen Ressourcen gestaltet ist, was eine Abkehr von der üppigen Klangwelt ihrer frühen Werke markiert. In den 1950er-Jahren begann sie mit atonalen und seriellen Techniken zu experimentieren, wie sie in ihrem Triple Concerto und dem Symfoniekonzert für Klavier und Orchester sichtbar werden. Diese Kompositionen sind von hoher struktureller Komplexität und erfordern außergewöhnliches technisches Können von den Interpreten, was sie für die zeitgenössische Musikszene von Interesse machte.
Eckhardt-Gramattés Werk umfasst eine breite Palette von Gattungen, darunter Solowerke, Kammermusik und Orchesterwerke. Besonders hervorzuheben sind ihre zehn Caprices für Violine, die von der Virtuosität Paganinis inspiriert sind und die technischen Möglichkeiten des Instruments ausloten. Ihre Werke zeichnen sich durch eine dichte harmonische Textur und eine ungewöhnliche rhythmische Vitalität aus, die ihren einzigartigen Stil prägen und sie zu einer bedeutenden Vertreterin der kanadischen Musik des 20. Jahrhunderts machen.